# Shvetsov M-25

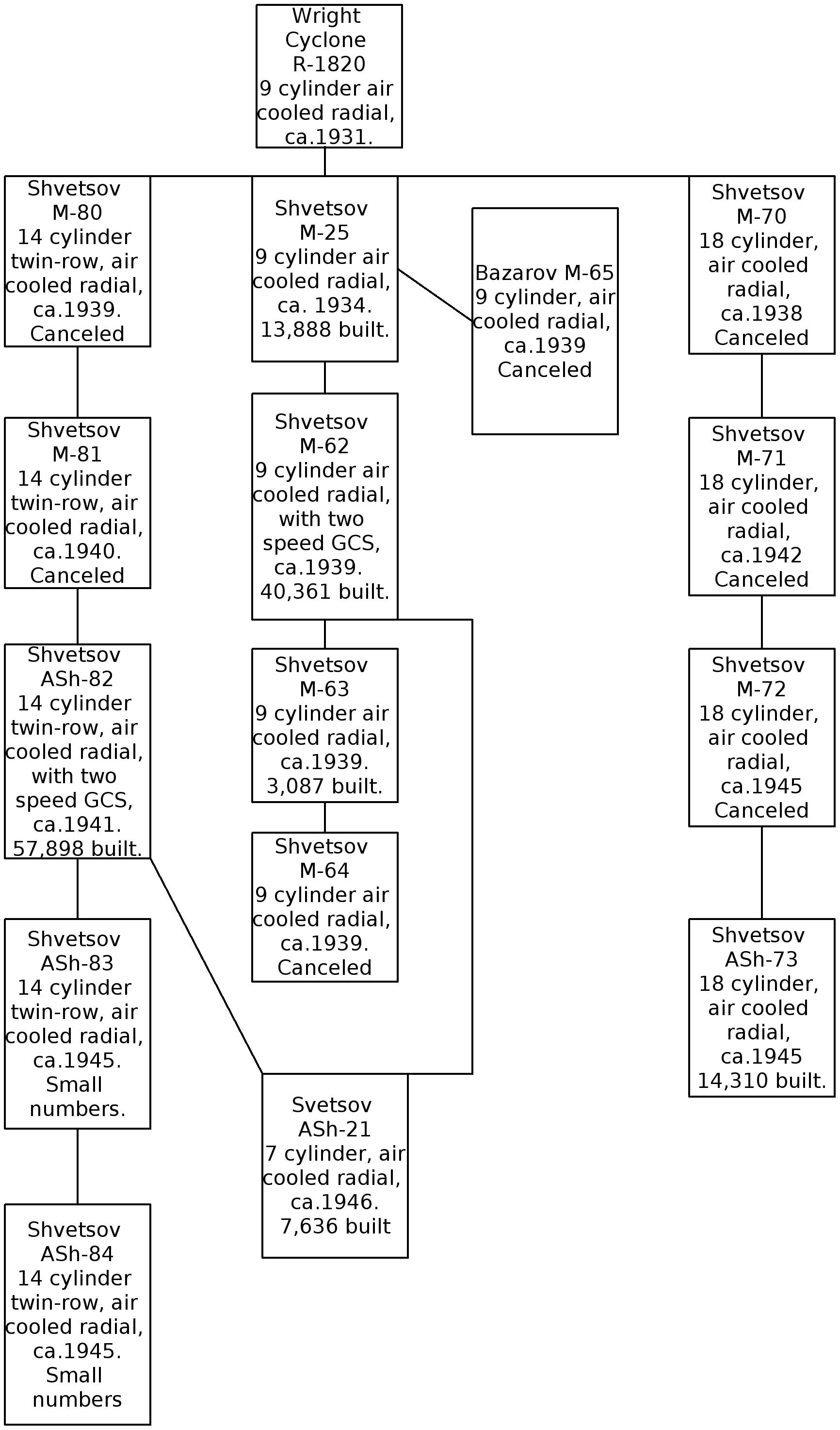
Árvora da família de motores Shvetsov

O Shvetsov M-25 foi um motor radial aeronáutico produzido na União Soviética nas décadas de 1930 e 1940, como uma versão licenciada do Wright R-1820-F3.

## Projeto e desenvolvimento
Os primeiros M-25 foram produzidos a partir de conjuntos importados dos Estados Unidos; a principal diferença entre os últimos M-25 e o R-1820-F3 era o uso de componentes métricos. 13.888 unidades foram produzidas em fábricas em Perm e Cazã. Algumas sub-versões que diferiam do M-25 original foram produzidas, com instalação de caixa de redução ao invés de utilizar Motor Direct Drive. O desempenho era similar aos motores da Wright Aeronautical equivalentes. O M-25 foi posteriormente desenvolvido no ASh-62 e mais tarde usado como padrão para o M-70. O M-70, um motor de 18 cilindros em linha dupla, eventualmente foi utilizado no desenvolvimento do ASh-73 que motorizava o Tupolev Tu-4, uma cópia de engenharia reversa do Boeing B-29 Superfortress.

## Aplicações
- Gotha Go 244
- Kharkiv KhAI-5bis
- Tupolev I-14
- Polikarpov I-15bis
- Polikarpov I-153
- Polikarpov I-16